# Standard Industries
Standard Industries est une entreprise américaine spécialisée dans les matériaux de construction.

## Histoire
En 2016, Standard Industries lance une offre publique d'achat sur Braas Monier et obtient 94,5% du total des actions de  en circulation. L'acquisition est conclue avec effet au 3 avril 2017.
En avril 2021, l'entreprise annonce augmenter son offre d'acquisition de W. R. Grace, une entreprise américaine spécialisée dans la chimie, à 4,63 milliards de dollars.